# Campeonato Mundial de Judô de 1989
O Campeonato Mundial de Judô de 1989 foi a 16° edição do Campeonato Mundial de Judô, realizada em Belgrado, Jugoslávia (atual Sérvia), em 10 à 15 de outubro de 1989.

## Medalhistas

### Masculino
| Evento | Ouro                | Prata                | Bronze                                |
| ------ | ------------------- | -------------------- | ------------------------------------- |
| -60 kg | Amiran Totikashvili | Tadanori Koshino     | Dashgombyn Battulga Yoon Hyun         |
| -65 kg | Dragomir Becanovic  | Udo Quellmalz        | Bruno Carabetta Sergei Kosmynin       |
| -71 kg | Toshihiko Koga      | Mike Swain           | Li Chang-Su Georgi Tenadze            |
| -78 kg | Kim Byung-Joo       | Tatsuto Mochida      | Waldemar Legień Bashir Varaev         |
| -86 kg | Fabien Canu         | Ben Spijkers         | Stefan Freudenberg Axel Lobenstein    |
| -95 kg | Koba Kurtanidze     | Odvogin Baljinnyam   | Marc Meiling Robert van de Walle      |
| +95 kg | Naoya Ogawa         | Garcia Franck Moreno | Rafał Kubacki Grigori Verichev        |
| Open   | Naoya Ogawa         | Akaki Kibodzalidze   | kim Kun-Soo Alexander van der Groeben |

### Feminino
| Evento | Ouro                        | Prata             | Bronze                             |
| ------ | --------------------------- | ----------------- | ---------------------------------- |
| -48 kg | Karen Briggs                | Fumiko Ezaki      | Jessica Gal Cécile Nowak           |
| -52 kg | Sharon Rendle               | Alessandra Giungi | Cho Min-Sun Maritza Perez Cardenas |
| -56 kg | Catherine Arnaud            | Ann Hughes        | Miriam Blasco Jung Sun-Yong        |
| -61 kg | Catherine Fleury            | Elena Petrova     | Takako Kobayashi Gabriele Ritschel |
| -66 kg | Emanuela Pierantozzi        | Hikari Sasaki     | Claire Lecat Odalis Revé           |
| -72 kg | Ingrid Berghmans            | Yoko Tanabe       | Aline Batailler Wu Weifeng         |
| +72 kg | Gao Fenglian                | Regina Sigmund    | Nathalie Lupino Beata Maksymow     |
| Open   | Estela Rodriguez Villanueva | Sharon Lee        | Yoko Tanabe Yin Zhang              |

### Quadro de Medalhas
| Ordem | País              | Medalha de ouro | Medalha de prata | Medalha de bronze | Total |
| ----- | ----------------- | --------------- | ---------------- | ----------------- | ----- |
| 1     | Japão             | 3               | 5                | 2                 | 10    |
| 2     | França            | 3               | 0                | 5                 | 8     |
| 3     | União Soviética   | 2               | 2                | 4                 | 8     |
| 4     | Grã-Bretanha      | 2               | 2                | 0                 | 4     |
| 5     | Cuba              | 1               | 1                | 2                 | 4     |
| 6     | Itália            | 1               | 1                | 0                 | 2     |
| 7     | Coreia do Sul     | 1               | 0                | 4                 | 5     |
| 8     | China             | 1               | 0                | 2                 | 3     |
| 9     | Bélgica           | 1               | 0                | 1                 | 2     |
| 10    | Iugoslávia        | 1               | 0                | 0                 | 1     |
| 11    | Alemanha          | 0               | 2                | 4                 | 6     |
| 12    | Mongólia          | 0               | 1                | 1                 | 2     |
| 12    | Países Baixos     | 0               | 1                | 1                 | 2     |
| 14    | Estados Unidos    | 0               | 1                | 0                 | 1     |
| 15    | Polónia           | 0               | 0                | 3                 | 3     |
| 16    | Espanha           | 0               | 0                | 1                 | 1     |
| 16    | Alemanha Oriental | 0               | 0                | 1                 | 1     |
| 16    | Coreia do Norte   | 0               | 0                | 1                 | 1     |